# Boussais
Boussais ist eine französische Gemeinde mit 448 Einwohnern (Stand: 1. Januar 2022) im Département Deux-Sèvres in der Region Nouvelle-Aquitaine. Sie gehört zum Arrondissement Parthenay und zum Kanton Le Val de Thouet.

## Lage
Boussais liegt etwa 18 Kilometer östlich von Bressuire und etwa 20 Kilometer nördlich von Parthenay.

### Nachbargemeinden
Umgeben wird Boussais von den Nachbargemeinden Glénay im Norden, Airvault im Nordosten, Tessonière im Osten, Maisontiers im Süden, Amailloux im Südwesten, Chiché im Südwesten und Westen sowie Faye-l’Abbesse im Westen.

## Geschichte
Im Zuge der Verfolgung der in Frankreich unter dem Sammelbegriff nomades bezeichneten Menschen existierte in Boussais von November bis Dezember 1940 ein Internierungslager. Dessen Insassen wurden Anfang Dezember 1940 in das Internierungslager Poitiers transferiert.
Von 1973 bis Ende 1984 war Boussais als commune associée Teil der Gemeinde Airvault.

### Bevölkerungsentwicklung
| Jahr                       | 1962 | 1968 | 1975 | 1982 | 1990 | 1999 | 2006 | 2019 |
| Einwohner                  | 643  | 622  | 553  | 478  | 422  | 398  | 397  | 453  |
| Quellen: Cassini und INSEE |      |      |      |      |      |      |      |      |

## Sehenswürdigkeiten
- Kirche Saint-Hilaire
- Reste der Burg La Châtillon (erhalten ist ein Turm)

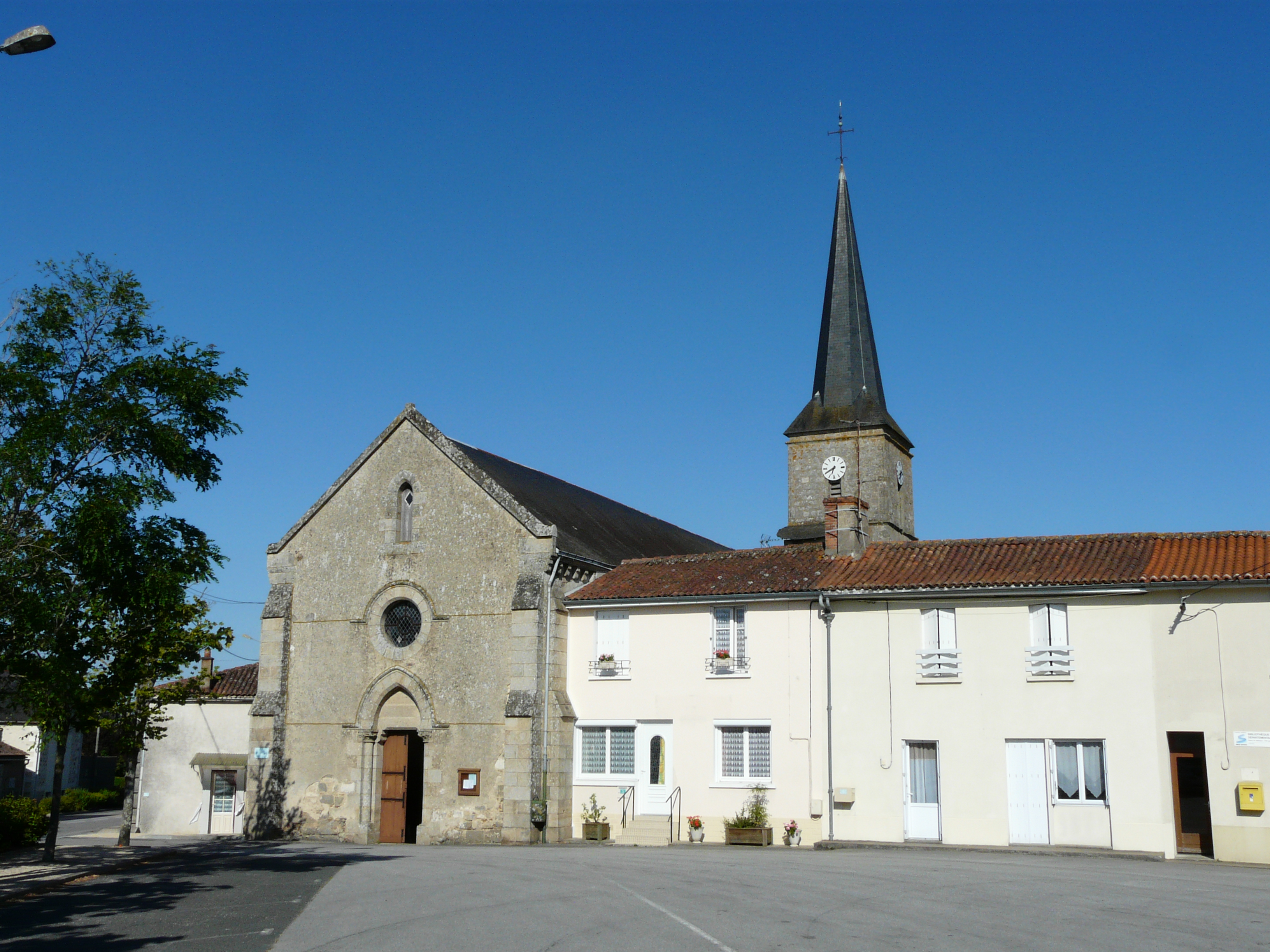
Kirche Saint-Hilaire

## Söhne- und Töchter der Stadt
- Charles Plantivaux (1908–1993), Autorennfahrer